# كليمنت ميتشيل
كليمنت ميتشيل (بالإنجليزية: Clement Mitchell)‏ (20 فبراير 1862 في المملكة المتحدة - 6 أكتوبر 1937 في المملكة المتحدة) هو لاعب كركيت ولاعب كرة قدم بريطاني (وحمل سابقاً جنسية المملكة المتحدة لبريطانيا العظمى وأيرلندا) في مركز الهجوم. شارك مع منتخب إنجلترا لكرة القدم. أما مع النوادي، فقد لعب مع Upton Park F.C. ‏.

## وصلات خارجية
- كليمنت ميتشيل على موقع إي آس بي آن كريك إنفو (الإنجليزية)
- كليمنت ميتشيل على موقع قاعدة بيانات كرة القدم.إي يو (الإنجليزية)
- كليمنت ميتشيل على موقع ناشيونال فوتبول تيمز (الإنجليزية)